# Erich Pommer
Erich Pommer (20 de juliol de 1889 - 8 de maig de 1966) fou un executiu i productor cinematogràfic d'origen alemany. Va formar part del moviment cinematogràfic de l'expressionisme alemany durant l'era del cinema mut com a cap de producció a la UFA (Universum Film AG) des del 1924 fins al 1926, sent responsable d'una colla de les pel·lícules més conegudes de la República de Weimar, com ara El gabinet del doctor Caligari (1920), Dr. Mabuse, der Spieler (1922), Die Nibelungue (1924) Michael (1924), Der Letzte Mann (1924), Varieté (1925) Herr Tartüff (1926), Faust (1926), Metropolis (1927) i Der Blaue Engel (1930). Posteriorment va treballar a l'exili a Amèrica abans de tornar a Alemanya durant un temps després de la guerra.

## Joventut i carrera
Pommer va néixer a Hildesheim, a la província de Hannover, Fill de Gustav Pommer i la seva esposa Anna. Després d'una pràctica comercial amb Herrenkonfektion Machol & Lewin, Pommer començà la seva carrera cinematogràfica el 1907, amb la filial Berlinesa de l'empresa Gaumont, fent-se càrrec finalment de la filial vienesa el 1910. El 1912 Pommer finalitzà el servei militar i esdevingué representant a Viena de la companyia francesa de càmeres Éclair, On va ser responsable del negoci a l'Europa central i oriental. A partir de 1913 va ser el representant general d'Éclair a l'Europa central, Dinamarca, Suècia, Noruega i Polònia, amb seu a Berlín. El mateix any es va casar amb Gertrud Levy i esdevingué, juntament amb Marcel Vandal, el director general d'Éclair, la companyia cinematogràfica vienesa. Sota la direcció de Pommer la companyia inicià la producció de llargmetratges, entre ells Das Geheimnis der Lüfte (en català El misteri de l'aire). Va ser seguit per cinc pel·lícules més el 1915.
Amb capital francès d'Éclair i conjuntament amb Fritz Holz Pommer va fundar el 1915 la Decla-Film-Gesellschaft-Holz & Co., a Berlín. La Decla (La Éclair Alemanya) produïa pel·lícules d'aventures i de detectius, drames, i peces de societat, així com sèries de curt-metratges. El mateix negoci de lloguer de la Decla, dirigit per Hermann Saklikower, també presentava pel·lícules estrangeres. Pommer va estar allistat a la Primera Guerra mundial, als fronts occidental i oriental, però les ferides que rebé en acció van fer que tornés a Berlín el 1916, on va ser responsable del reclutament de professors i posteriorment de l'Oficina de la Cinematografia i la Imatge (Bufa). Després de la fusió el 1919 de la Decla amb la Meinert- Film- Gesellschaft, Rudolf Meinert va dirigir la producció i Erich Pommer es va fer càrrec de la representació a l'estranger. Les produccions de la Decla es varen anar tornant més ambicioses. Varen ser creades diversos llargmetratges sota les marques Decla Abenteuerklasse (produint entre d'altres, Die Spinnen. 2. Teil: Die Brillantenschiff (1920) de Fritz Lang i Decla Weltklasse produint El Gabinet del doctor Caligari (1919) sota la direcció de Robert Wiese.
Decla es va fusionar amb German bioskop AG per donar lloc a Decla bioskop AG, i esdevingué així el 1920 la segona companyia cinematogràfica alemanya més gran després de la Universum Film AG (Ufa). La Decla posseïa uns estudis a Neubabelsberg i una cadena de sales de cinema. Dues subsidiàries varen ser creades: Uco-Film GmbH i Russo Films. L'Uco Film GmbH, en la fundació de la qual l'empresa de publicació Ullstein va estar implicada, Es va dedicar a filmar serials. Varen ser estrenats Schloß Vogeloed-Die Enthüllung eines Geheimnisses (1921) i Phantom (1922) sota la direcció de Friedrich Wilhelm Murnau, així com Dr. Mabuse, der Spieler de Fritz Lang. L'adaptació d'obres literàries va ser el focus de Russo Films. En una entrevista feta el 1922, Pommer afirmava que l'èxit internacional dels films alemanys havia d'anar lligat amb la producció de pel·lícules de qualitat.
Pommer va reunir al seu voltant altres directors com Carl Froelich i Fritz Wendhausen, guionistes com Thea von Harbou, Carl Mayer i Robert Liebmann, càmeres com Karl freund, Carl Hoffmann i Willy Hameister, arquitectes com Walter Roehrig i Robert Herlth així com actors i actrius. El novembre de 1921 la Decla Bioskop va ser transferida a la Universum film AG (UFA), tot i que va continuar mantenint un cert grau d'independència.
A principis de 1923 Erich Pommer va passar a formar part del comitè executiu de la UFA, per tal de supervisar les operacions de la Decla bioskop. Al mateix temps va esdevenir el primer director de l'Organització Central de la Indústria cinematogràfica (SPIO), la qual donarà forma al cinema alemany durant la República de Wiemar. La hiper-inflació del país va fer possibles produccions complexes: Durant aquest període diversos autors clàssics són adaptats al cinema, i s'estrenen pel·lícules de gran pressupost, i èxit internacional com ara Der letze Mann (1924), Varieté (1925), Faust (1926) i Manon Lescaut (1926). Els alts costos de producció varen dur a la crisi financera de la UFA. Finalment, i degut a l'enorme increment del cost de Metropolis (sis milions de marcs, la pel·lícula més cara fins aquell moment), el contracte de Pommer no va ser renovat.
Treballant als Estats Units per a la Paramount va produir dos films amb Pola Negri com a estrella, Hotel Imperial i Barbed Wire (ambdues el 1927). Després d'un breu període a la MGM, Pommer va tornar a l'Ufa (1927). Dels Estats Units Pommer va dur-ne novetats tècniques i organitzatives, com ara l'ús de plans rotatoris o de càmeres en cotxes grua. Com a productor de la Erich-Pommer-Produktion der Ufa va produir Heimkehr i Ungarische Rhapsodie ambdues el 1928. Pommer és un pioner de les versions en diverses llengües: Melodie des Herzens, produïda a finals de 1929 a Berlín, va ser produïda en anglès, francès i hongarès, així com en una versió muda. La Erich-Pommer-Produktion der Ufa va aconseguir diversos èxits de taquilla durant els següents anys, destacant Der Blaue Engel (1930) de Josef von Sternberg, amb Marlene Dietrich com a estrella.

## Exili i posterior retorn
Durant el procés d'arianització d'alemanya durant els primers mesos del règim Nazi el 1933, L'Ufa va rescindir el contracte de Pommer i es va veure forçat a treballar a l'estranger incorporant-se a la Fox Film corporation, primer a París, on produeix On a volé un homme (1933) de Max Ophüls i Liliom (1934) de Fritz Lang, i posteriorment a Hollywood. El 1936 treballa a Anglaterra per a Alexander Korda a Fire Over England (1937). El 1937 crea una companyia productora, la Mayflower Picture Corp., juntament amb Charles Laughton. El seu primer llargmetratge Vessel of Wrath (1938) (conegut també com a The Beachcomber) va ser l'únic intent de Pommer de dirigir una pel·lícula. El 1938 va produir Sidewalks of London dirigida per Tim Whelan amb Charles Laughton i Vivien Leigh, i el 1939 Jamaica Inn d'Alfred Hitchcock amb Laughton com a estrella altre cop.
El 1939 va firmar un contracte amb la RKO Radio Pictures, a Hollywood, per qui va produir dues pel·lícules. Va caure greument malalt el 1941 (un atac de cor) i el seu contracte amb la RKO no va ser renovat. Les dificultats financeres de Pommer el varen obligar, juntament amb la seva esposa, a treballar en una fàbrica de porcellana. Pommer adquireix la nacionalitat americana el 1944.
El 1946 Pommer torna a Alemanya, on esdevé l'oficial cinematogràfic de més alt rang de l'Oficina del Govern Militar dels Estats Units, responsable de la reorganització de la indústria cinematogràfica alemanya, supervisant la reconstrucció d'estudis i assignant llicències de producció. Després d'algunes controvèrsies, el 1949 Pommer dimiteix del seu càrrec i torna als Estats Units. Intenta arrancar la Signature Pictures per produir pel·lícules Germano-americanes, empresa que va fallar.
El 1951 va posar en marxa la Intercontinental Film GmbH a Múnic, fent diverses pel·lícules: Nachts auf den Strassen (1951) i Kinder, Mütter und ein General(1955). Malgrat això, diverses restriccions varen forçar a Pommer a reallotjar-se a Califòrnia. Físicament molt castigat - Pommer estava restringit en una cadira de rodes després de l'amputació d'una cama - la seva carrera com a productor havia acabat.
Pommer va morir el 1966 a Los Angeles, a Califòrnia.

## Premis
- 1953 Premi Cinematogràfic Alemany per Nachts auf den Strassen.
- 1955 GPremi Globus d'Or a la millor pel·lícula per Kinder, Mütter, und ein General.
- 1956 Gran-Prix de la unió de la crítica de cinema (UCC) per Kinder, Mütter, und ein General.